# Fontainebleau Miami Beach
El Fontainebleau Hotel  es un hotel histórico ubicado en Miami Beach, Florida. El Fontainebleau Hotel se encuentra inscrito  en el registro nacional de lugares históricos de los Estados Unidos desde el 22 de diciembre de 2008.  Novak and Taylor Construction diseñó y construyo el Fontainebleau Hotel en 1954. Uno de los hitos que lo ha hecho famoso fue que allí se rodaron algunas escenas de la película "007 contra Goldfinger"

## Ubicación
El Fontainebleau Hotel se encuentra dentro del condado de Miami-Dade en las coordenadas 25°49′05″N 80°07′23″O / 25.818056, -80.122972.